# Geometry Dash World
Geometry Dash World es un videojuego móvil spin-off de Geometry Dash gratis de plataformas de 2016. Desarrollado por el sueco Robert Topala y posteriormente desarrollado por su empresa RobTop Games. Su lanzamiento se produjo el 21 de diciembre de 2016 para Android, y el día siguiente para iOS.

## Jugabilidad
Geometry Dash World utiliza la misma jugabilidad que el videojuego original, Geometry Dash; se debe tocar la pantalla para saltar y esquivar obstáculos.
Este spin-off presenta dos islas con cinco niveles cada uno. Las islas se denominan Dashland y Toxic Factory. Los niveles presentan monedas secretas, las cuales si el jugador las consigue; al completar el nivel será recompensado con ellas más las estrellas y orbes de mana (mana orbs) del respectivo nivel. Las longitudes de los niveles principales en el videojuego son de aproximadamente 30 segundos a 40 segundos.
En este spin-off existe el Daily, nivel diario creado por los jugadores cada día, los niveles pueda que tengan monedas de usuario, además de que cuando se completa el nivel; el jugador obtiene una cantidad de diamantes. También existen dos bóvedas secretas, las cuales son del videojuego original; se pueden desbloquear a base de códigos, las bóvedas se denominan The Vault of Secrets y Chamber of Time.

## Banda sonora
Las canciones de los niveles fueron hechas por: Dex Arson, F-777, Waterflame y OcularNebula, las cuales algunas fueron modificadas por RobTop.
| Lista de canciones |                            |          |  |
| N.º                | Título                     | Duración |  |
| 1.                 | «Geometry Dash Menu Theme» | 0:30     |  |
| 2.                 | «Stay Inside Me»           | 4:01     |  |
| 3.                 | «Payload»                  | 0:29     |  |
| 4.                 | «Beast Mode»               | 0:34     |  |
| 5.                 | «Machina»                  | 0:35     |  |
| 6.                 | «Years»                    | 0:35     |  |
| 7.                 | «Frontlines»               | 0:32     |  |
| 8.                 | «Space Pirates»            | 0:39     |  |
| 9.                 | «Striker»                  | 0:39     |  |
| 10.                | «Embers»                   | 0:31     |  |
| 11.                | «Round 1»                  | 0:35     |  |
| 12.                | «Monster Dance Off»        | 0:38     |  |

## Desarrollo
El videojuego está programado en lenguaje de programación C++, usando el compilador Cocos2d; siendo estos los mismos componentes que el videojuego original. El videojuego tiene las características de la versión 2.1 (beta) del videojuego original.

## Recepción crítica
En GameZebo, Simon Reed lo calificó en 3.5 de 5 concluyendo en que el videojuego es desafiante y agradable de ver y jugar, no obstante dijo que podría ser más interesante.